# Moony Witcher
Moony Witcher, pseudonimo di Roberta Rizzo (Venezia, 26 ottobre 1957), è una scrittrice italiana.

## Biografia
Prima di dedicarsi alla letteratura, Rizzo era giornalista di cronaca nera. Il suo ciclo di libri per bambini La bambina della Sesta Luna ha avuto in Italia e all'estero un notevole successo commerciale, tanto da essere tradotto in oltre 30 paesi all'estero.
Dal 2004 fonda la società Sesta Luna srl che organizza eventi e corsi di scrittura in tutta Italia, per giovani e adulti. Nel 2007 e 2008 è promotrice a Perugia del primo festival per ragazzi dedicato alla creatività, il Fantasio Festival.
Nel 2006 è stato pubblicato Geno e il sigillo nero di madame Crikken, primo di una nuova trilogia. 
Nel 2007 è uscita la prima avventura di Gatto Fantasio, La magica avventura di Gatto Fantasio. 
Nel novembre 2009 ha pubblicato Morga, la maga del vento, aprendo una nuova saga fantasy per ragazzi.
Nel 2014, utilizzando il suo vero nome, ha pubblicato il suo primo romanzo destinato a un pubblico più adulto, Rossa come l'amore perduto (Giunti Editore).
Nel 2017 pubblica il settimo e ultimo volume appartenente alla sua saga della bambina della sesta luna, intitolato Nina e l'Arca della Luce (Giunti).
Nel 2018 pubblica Il lungo viaggio di Garry Hop 1° vol. - Giunti Editore
Nel 2019 pubblica Garry Hop e il risveglio dei giganti 2° vol. - Giunti Editore
Nel 2020 pubblica Garry Hop e l'eredità dello sciamano 3° vol. - Giunti Editore
Nel 2020 cura le collane kids-Junior-YA per Edizioni All Around
Nel 2020 nasce "La Compagnia di Moony", che pubblica I Racconti della Sesta Luna, dodici storie nate dalla penna di autori che hanno seguito i corsi di scrittura di Moony Witcher.
Nel 2021 pubblica Natale. Storie fantastiche. Dodici racconti dagli scrittori più amati dai bambini con Cecilia Randall, Marco Tomatis e Loredana Frescura.
Nel 2021 amplia i corsi di scrittura, editing, mentoring, valutazione opere e correzione testi con la sua società "Sesta Luna Servizi Editoriali" www.sestalunaservizieditoriali.it
Nel 2022 pubblica Sophia nei Mondi Storti per Giunti Editore.
Nel 2022 pubblica Diven O'Neal e le tre monete d'oro per Gribaudo Editore.
Nel 2024 pubblica Il segreto di Lord Buddy Butler per Giunti Editore.
Nel 2024 viene ripubblicata l'intera saga de La bambina della Sesta Luna (7 volumi) con nuove cover, per Giunti Editore.

## Opere

### Libri per ragazzi

#### La bambina della Sesta Luna
- La bambina della Sesta Luna (2002)
- Nina e il mistero dell'Ottava Nota (2003)
- Nina e la maledizione del Serpente Piumato (2004)
- Nina e l'Occhio Segreto di Atlantide (2005)
- Nina e il Numero Aureo (2012)
- Nina e il potere dell'Absinthium (2014)
- Nina e l'Arca della Luce (2017)

#### Geno
- Geno e il sigillo nero di madame Crikken (2006)
- Geno e la runa bianca del girifalco d'oro (2007)
- Geno e lo specchio rosso della verità (2008)

#### Gatto Fantasio
- La magica avventura di Gatto Fantasio (2007)
- Gatto Fantasio e il Libro dei Quattro Artigli d'Oro (2007)
- Gatto Fantasio e la miniera stregata (2008)
- Gatto Fantasio e la statua di cera (2009)
- Gatto Fantasio nel Deserto delle Code Spezzate (2011)
- Gatto Fantasio e le giostre incantate del Girobaffo (2011)

#### Morga, la maga del vento
- Morga, la maga del vento (2009)
- Morga, la maga del vento – Il deserto di Alfasia (2010)
- Morga, la maga del vento – La fine della profezia (2011)

#### Garry Hop
- Il lungo viaggio di Garry Hop (2018)
- Il risveglio dei giganti (2019)
- L'eredità dello sciamano (2021)

#### Altri
- Il sentiero proibito (2016)
- Natale. Storie fantastiche. Dodici racconti dagli scrittori più amati dai bambini - con gli autori Cecilia Randall, Marco Tomatis, Loredana Frescura (2021)
- Sophia nei Mondi Storti - Giunti Editore (2022)
- Diven O'Neal e le tre monete d'oro - Gribaudo Editore (2022)
- Il segreto di Lord Buddy Butler - spin off di Sophia nei Mondi Storti - Giunti Editore (2024)

### Libri per adulti
- Rossa come l'amore perduto (2014)